# Marisa Hamamoto
Marisa Hamamoto es una bailarina japonesa-estadounidense, activista por los derechos de las personas con discapacidad y emprendedora social radicada en California, Estados Unidos. Es fundadora y directora artística de Infinite Flow Dance, una compañía de danza profesional y sin fines de lucro con sede en Los Ángeles, cuya misión es brindar accesibilidad e inclusión en la danza para personas con y sin discapacidades.

## Biografía
Hamamoto nació en la prefectura de Aichi, Japón, y creció en Irvine, California. Aprendió danza en la Academia de Ballet Kirov en Washington D. C., y en la Academia de Artes Idyllwild. Se graduó de la Universidad de Keio en Tokio, Japón, con una licenciatura en 2007 y una maestría en 2009.
Mientras tomaba clases de baile en 2006, quedó paralizada del cuello hacia abajo debido a una enfermedad llamada infarto de la médula espinal. Posteriormente, recuperó la mayor parte de su movilidad y salió caminando del hospital dos meses después del diagnóstico. En 2014, presenció el baile en silla de ruedas en la Abilities Expo en Los Ángeles y se interesó en el área de la danza y la discapacidad. Más tarde en su vida, fue diagnosticada con trastorno de estrés postraumático (TEPT) y autismo, que a menudo se consideran discapacidades invisibles. Estas experiencias motivaron su trabajo por la inclusión y la sanación a través de la danza.
En marzo de 2015, fundó Infinite Flow Dance, una compañía de danza inclusiva. Esta compañía de danza sin fines de lucro se especializa en baile de salón en silla de ruedas y está compuesta por bailarines con y sin discapacidades. La compañía también utiliza el movimiento de la danza como motor de la inclusión social y la innovación.
Para eventos y espectáculos de baile, Hamamoto trabaja con Adelfo Cerame Jr., un culturista parapléjico, y Piotr Iwanicki, un campeón mundial de Dancesport en silla de ruedas. A medida que su compañía continúa creciendo, Marisa colabora con otros artistas con diferentes discapacidades, como Mia Schaikewitz y Natalie Trevonne. La compañía Infinity Flow Dance ha realizado numerosas actuaciones, principalmente en California, y se ha asociado con grandes empresas, como Red Bull, Google, Meta, Deloittle y Apple .

## Reconocimiento
Hamamoto fue reconocida en 2019 por la revista Dance-Teacher por su compromiso y servicio en el campo de la danza. También recibió el premio Mujeres en los Negocios del San Fernando Valley Business Journal. Asimismo, ha sido nombrada Miembro Honorario de la Asociación Internacional de Medicina y Ciencia de la Danza (IADMS).